# 8th Infantry Division (United States Army)
La 8th Infantry Division (8ª Divisione di fanteria) è stata una divisione di fanteria dell'esercito degli Stati Uniti che ha partecipato alla prima e seconda guerra mondiale ed alla guerra del Golfo.
Fu attivata per la prima volta nel gennaio 1918 per partecipare alla Prima guerra mondiale ma tornò negli Stati Uniti d'America e fu disattivata nel gennaio 1919 senza aver preso parte ad alcun combattimento. Attivata nuovamente il 1º luglio 1940 nella mobilitazione precedente alla Seconda guerra mondiale, fu utilizzata nel teatro di operazioni europeo. Alla fine della guerra rimase stazionata a Bad Kreuznach nella Germania Ovest fino alla sua disattivazione il 17 gennaio 1992.